# Motorvägar i Island

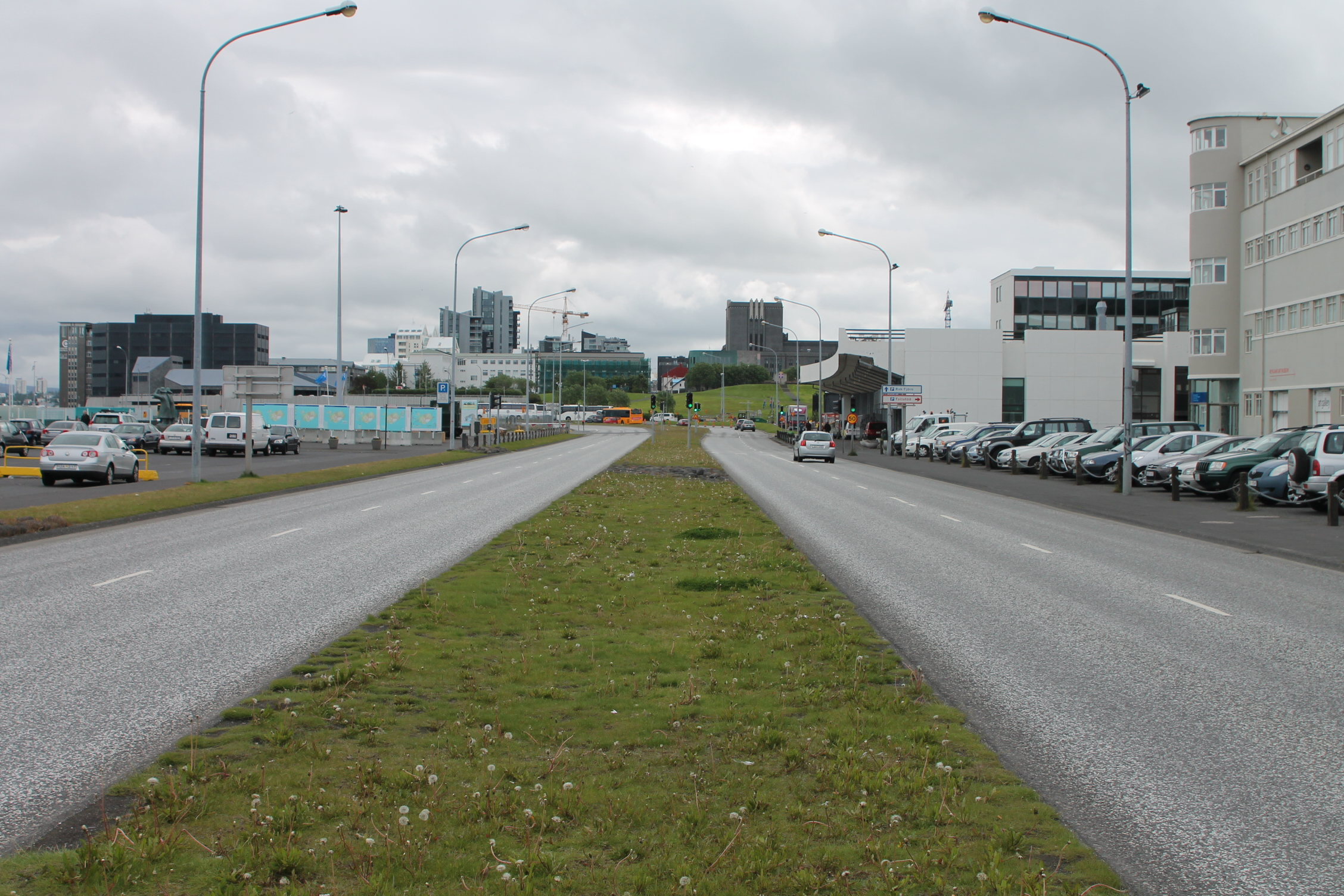
Motorvägsliknande väg 41 nära Reykjavík.

Egentligen finns det formellt inte några motorvägar på Island. Landet har nämligen inte infört regeln om motorvägar och motsvarande skyltar. Det finns dock en del vägar av motorvägsmässig standard, samtliga i Reykjaviksområdet. Med motorvägsmässig standard menas att de har minst två körfält i varje riktning, skilda körbanor och inga plankorsningar, endast planskilda korsningar. Det finns minst 38 km sådana vägar på Island. Vissa har till och med tre körfält per riktning, och det finns dessutom en riktig motorvägskorsning.
Arbete pågår med att förlänga "motorvägarna" ut till Keflavík. Planer finns att bygga "motorvägar" på sträckorna Mosfellsbær-Borgarnes och Reykjavik-Selfoss. Först i planeringen ligger att komplettera tunneln under Hvalfjörður, med ytterligare en tunnel, för att separera mötande trafik. Reykjavik som är landets största stad har omkring 200 000 invånare i det som räknas som Reykjaviks storstadsområde. Bostadsbebyggelsen i och kring staden är utspridd över ett stort område, vilket bidragit till att Island är en av världens mest motoriserade nationer med hög andel bilinnehav per 1 000 invånare. Även Reykjavik har högt bilinnehav. För många större storstäder (till exempel Berlin, Stockholm eller Bryssel) görs mer än hälften av alla resor inom storstadsområdet kollektivt, men inte i Reykjavik.[källa behövs]

## Motorvägssträckor på Island

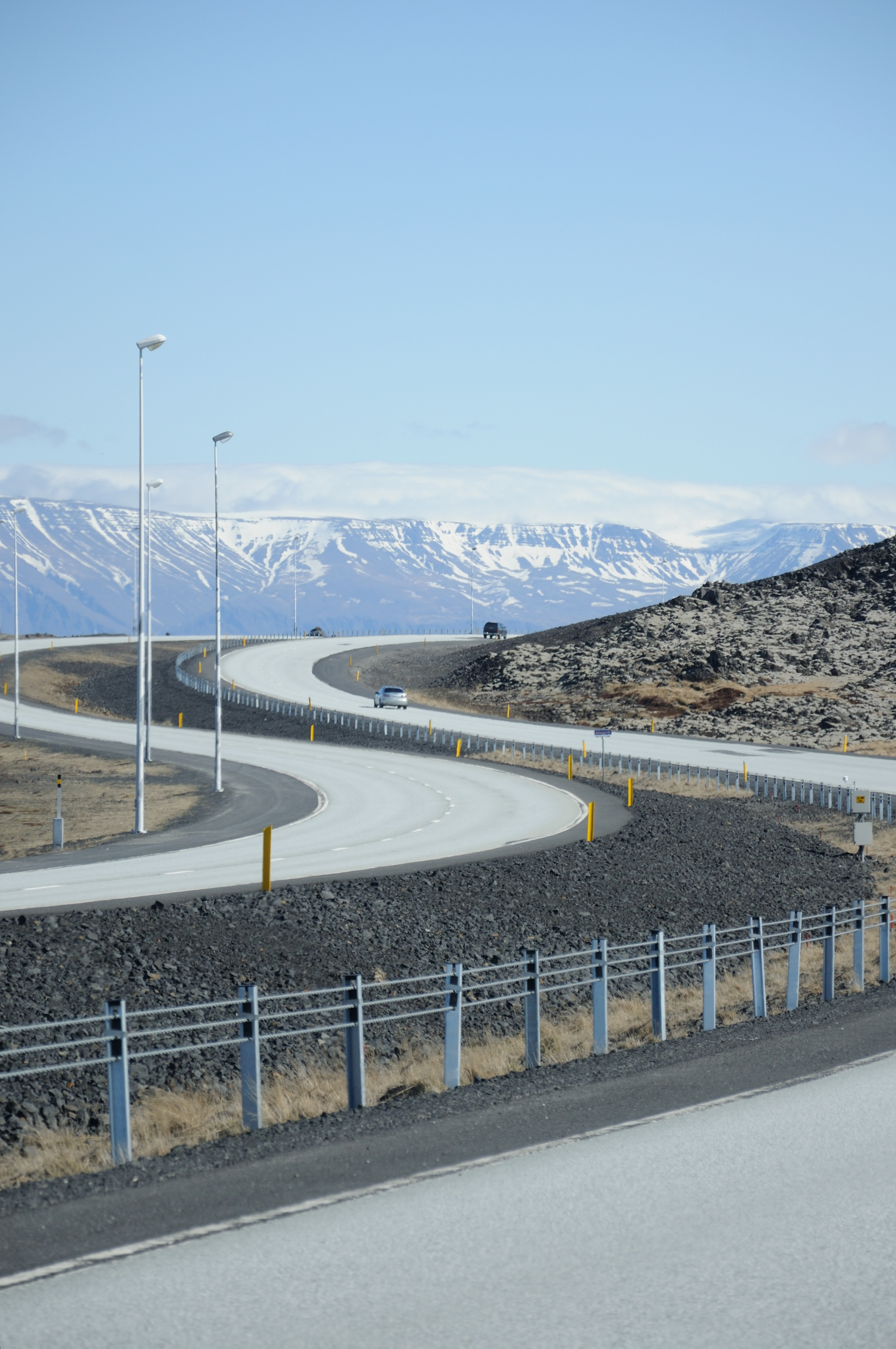
Motorvägsliknande väg 41 mellan Reykjavik och Keflavík.

- Väg 41 Njarðvík-Brunnhóll 22,8 km (klart oktober 2008)
- Väg 41 förbi Hafnarfjörður 1,0 km
- Väg 41 Garðabær-Elliðaár 3,8 km
- Väg 41/Väg 1 Elliðaár-Mosfellsbær 4,7 km (1,5 km med 6 körfält)
- Miklabraut Elliðaár-Sogamýri 1,3 km (6 körfält)
- Hafnarfjarðarvegur Kópavogur-Hafnarfjörður 5,2 km söderut

Vid Elliðaár ligger en riktig motorvägskorsning.(64°7′30″N 21°51′0″V / 64.12500°N 21.85000°V Karta/satellitbild)

## Motortrafikledssträckor på Island
De har gemensam körbana, men endast planskilda korsningar. 
- Väg 41 Hafnarfjörður 2,7 km
- Väg 1 Kópavogur-Rauðavatn söderut 2,2 km